# محمد راتب النابلسي
محمد راتب النابلسي (ولد 29 يناير 1938 م) هو داعية سوري معاصر، له دروسٌ ومحاضرات في الإعجاز العلمي والتفسير والمنهج العلمي والمعرفة، اشتَهَر بسلسلته عن أسماء الله الحسنى، وعن الشمائل النبوية. وهو رئيس هيئة الإعجاز القرآني، وله العديد من المؤلفات وشارك في كثير من المؤتمرات العالمية. فضلًا عن إلقاء الدروس الدينية التربوية في مساجد سورية والدول العربية الأخرى. وهو معارض للنظام السوري السابق.

## دراسته
درس الابتدائية والإعدادية والثانوية في مدارس دمشق، وتخرَّج في معهد إعداد المعلمين عام 1956، ثم التحق بكلية الآداب قسم اللغة العربية في جامعة دمشق، وحصل منها على الإجازة (ليسانس) في آداب اللغة العربية وعلومها عام 1964م. وحصل أيضًا على دبلوم التأهيل التربوي بتفوق في عام 1966. ثم تابع دراسته العليا فحصل على شهادة (ماجستير) في الآداب، والتحق بجامعة ليون وأخيرًا حصل على شهادة (دكتوراه) عام 1999م في التربية من جامعة دبلن في إيرلندا، وكان موضوع رسالته «تربية الأولاد في الإسلام».

## نشاطاته
عمل في حقل التعليم الثانوي والجامعي، في كلية التربية بجامعة دمشق، قرابة ثلاثين عامًا، وهو يُدرِّس مادَّة الإعجاز العلمي في القرآن والسنَّة في كليات الشريعة وأصول الدين، ويُشرف على مجلة نهج الإسلام التي تُصدرها وِزارة الأوقاف في سوريا.
شارك في العديد من المؤتمرات الإسلامية في الكثير من البلدان العربية والأجنبية والشرقية، وألقى العديد من المحاضرات الدينية وكان له حضور واسع.
هو عضو مؤسس لجمعية مكافحة التدخين والمواد الضارة في سوريا ورئيس لجمعية حقوق الطفل في سوريا أيضًا.

## عمله
عمل في حقل التعليم الثانوي الرسمي، ثم الجامعي، حيث عمل أستاذًا محاضرًا في كلية التربية بجامعة دمشق، بدايةً من عام 1969م وحتى عام 1999م، وبعدها عمل أستاذًا لمادة الإعجاز العلمي في القرآن والسنة في كليات الشريعة وأصول الدين في جامعة الأزهر فرع الفتح الإسلامي في دمشق، وأستاذًا لمادة العقيدة الإسلامية بجامعة أم درمان فرع مجمع أبي النور في دمشق، وأستاذًا لأصول التربية في جامعة طرابلس الإسلامية.
أَلَّفَ أو شارك في تأليف عدة كتب متعلقة باختصاصه الجامعي أبرزها كتاب (من أدب الحياة) وهو كتاب المطالعة المقرر لشهادة الدراسة الثانوية، بفرعيها الأدبي والعلمي، والذي استمر تدريسه قرابة عشر سنوات، وشارك في تأليف كتاب أصول تدريس اللغة العربية لطلاب الدراسـات العـليا (دبلوم التأهيل التربوي) في كلية التربية في جامعة دمشق، وأَلَّفَ أو شارك في تأليف عدة كتب أخرى متعلقة باختصاصه الجامعي
وقد طلب العلم الشرعي في وقت مبكر من حياته، فلزم دروس العلم الشرعي لعدد من علماء دمشق، حيث درَس التفسير، والحديث، والفقه، والسيرة، والفرائض، ونال إجازة إسلامية في رواية الحديث الشريف من أستاذه في كلية الآداب الدكتور الشيخ صبحي الصالح أستاذ علوم القرآن، وعلوم الحديث، وفقه اللغة، في جامعة دمشق

## نشاطه الدعوي
في عام 1974 صعد خطيبًا على منبر جَده الشيخ عبد الغني النابلسي وأسس في المسجد ذاته عدة دروس أسبوعية، درَّسه فيها العقيدة، والتفسير، والحديث، والفقه، والسيرة.
وكان لها عظيم الأثر، وفي مسجد النابلسي كان بناء الدعوة يكبر ويتسع حيث استقطب طلاب العلم من معظم مناطق دمشق وريفها حتى ضاق المسجد برواده؛ مما دفع طلاب العلم لدعوته لإحداث دروس العلم في عدة مساجد مركزية في دمشق وريفها وكان أحد خطباء ومدرسي الجامع الأموي الكبير في دمشق ولفترة ليست بالقصيرة. ولبى دعوات كثيرة لإلقاء محاضرات في معظم المراكز الثقافية في الجمهورية العربية السورية، ودرّس العقيدة لدورة الأئمة والخطباء الناطقين بغير العربية ثلاث سنوات في كلية أصول الدين فرع جامعة أم درمان في مجمع أبي النور في دمشق، إضافة إلى المحاضرات التي يلقيها كل عام على الأئمة والخطباء غير الناطقين بالعربية الذين يفدون إلى دمشق من شتّى البقاع الإسلامية، كما كان له الدور الأكبر في تضمين مناهج معهد الفتح الإسلامي مادة الإعجاز العلمي ليكون كتابه (موسوعة الإعجاز العلمي) هو الكتاب المقرر لهذه المادة وقد درسها في معهد الفتح لمدة طويلة ومازالت تدرس من خلال طلابه إلى الآن.
وكان يسعى وبشكل حثيث لتأسيس مجمع إسلامي يضم معهدًا للناشئة، وثانوية رسمية شرعية، وجامعة إسلامية.
وكانت البداية تأسيس معهد تحفيظ القرآن الكريم الذي كان له أثرٌ كبير في تنشئة جيل من الشباب المسلم المتميز بثقافته المتنوعة، وسلوكه المنضبط؛ ليصبح هذا الجيل اليوم الفاعل الأكبر في التدريس في المعهد، وفي إدارته، والمعهد يضم اليوم أكثر من خمسمائة طالب وطالبة من مختلف الأعمار يتوافدون إليه من شتى مناطق دمشق وريفها.
إلى جانب مركز ترفيهي حضاري خاص بطلاب المعهد في المجمع يضم المسابح والملاعب وشتى النشاطات الخاصة الأخرى؛ ليمتزج التعليم الشرعي والسلوك الأخلاقي مع الترفيه المنضبط ليحقق النتائج الإيجابية المتنوعة والمطلوبة من المؤسسة التربوية. ثم عمل لتحقيق الهدف الثاني بتأسيس ثانوية شرعية.
وكانت هناك عقبات وعقبات بدأت في العام 1990 حتى تحقق الحلم وأصبح واقعًا بحلول عام 2006 حيث انطلقت يومها ثانوية الشيخ عبد الغني النابلسي الشرعية الرسمية بفرعيها الذكور والإناث وهي تضم خمسمائة طالب وطالبة وبذلك تحول جامع الشيخ عبد الغني النابلسي من جامع يرتاده مصلو الحي إلى منارة علمية تعد اليوم من أهم المنارات الإسلامية في سورية وما حولها وهو ما أطلق عليه رسميا اسم مجمع الشيخ عبد الغني النابلسي للعلوم الإسلامية والذي حرص مؤسسه على جمع نخبة من المدرسين الأكفاء والمخلصين أصحاب رسالة دعوية لبناء جيل متميز بالعلم والاستقامة لتتبوأ الثانوية الشرعية مكانة مرموقة بجدارة وبوقت قصير جعلتها من أوائل الثانويات الشرعية على مستوى سورية بنتائجها العلمية وأثرها الأخلاقي، والعمل مستمر لتأسيس جامعة إسلامية متطورة.

## نشاطه الدعوي الخارجي
مثَّل سوريا في عدة مؤتمرات بدأ من عام 1993 نذكر منها مؤتمر الإسيسكو (المنظمة الإسلامية للتربية والعلوم والثقافة) الذي عقد في الرباط عام 1999، وشارك في مؤتمر الأسرة الذي عقد في أبو ظبي عام 1998، وشارك في مؤتمر الفقه الإسلامي الذي عقد في ديترويت في الولايات المتحدة الأميركية عام 1999، وشارك في مؤتمري الشباب المسلم الذي عقد في لوس أنجلس عام 1998 و 1999، وشارك في مؤتمر المجلس الأعلى للشؤون الإسلامية المنعقد في القاهرة لسنوات 1999، 2005، 2006، وشارك في ندوة البركة الثامنة للاقتصاد الإسلامي التي عقدت في دمشق عام 1999، وشارك في المؤتمر العالمي السادس للإعجاز العلمي في القرآن والسنة المنعقد في بيروت عام 2000، وشارك في ندوة التجارب الوقفية في بلاد الشام المنعقدة في دمشق عام 2000، وشارك في مؤتمر وزراء الأوقاف في العالم الإسلامي الذي عقد في ماليزيا عام 2002، وشارك في مؤتمر التنشئة الاجتماعية الذي عقد في دمشق، وأعد ورقة دور المؤسسات الدينية في التنشئة الاجتماعية عام 2005، وشارك في المجالس الهاشمية في الأردن عمان لعدة أعوام، وشارك في جائزة القرآن الكريم في دبي لعدة أعوام أيضا، ولبى عدة دعوات لإلقاء محاضرات في العديد من الدول العربية مثل ليبيا والجزائر وعمان والبحرين ولبنان والأردن والكويت والإمارات العربية المتحدة، ومثّل سورية في مؤتمر السكان الذي عقد في إندونيسيا جزيرة بالي عام 2007، ومثل سوريا في مؤتمر السكان الذي عقد في القاهرة عام 2008، وكان دوره مهمًا جدًا في تعرية أهدافه ونقضها وتوعية الأمة من مخاطر ما تمّ طرحه في المؤتمر وشارك في الملتقى الدولي الرابع الإسلامي في الجزائر عام 2008، ولبى دعوة هيئة الإعجاز العلمي العالمية في الجزائر عام 2009، ولبى عدة دعوات رسمية منها دعوة الحكومة الألمانية بصحبة شخصية رسمية والتقى مع القيادات الجامعية والدينية والسياسية فيها، وألقى كلمة في البرلمان الألماني، ولبى دعوة الحكومة الصينية لزيارة بكين للاطلاع على أحوال المسلمين في الصين بصحبة شخصية رسمية، ولبى دعوة رسمية لزيارة المملكة العربية السعودية، والمملكة الأردنية الهاشمية، وجمهورية اليمن، وجمهورية السودان، ولبى دعوة رسمية لزيارة جمهورية غينيا، ولبى عدة دعوات أهلية لإلقاء محاضرات في الولايات المتحدة الأمريكية في عدة ولايات، ولبى دعوة لإلقاء محاضرات في أستراليا ولعدة سنوات، ولبى دعوة الجالية الإسلامية في فرنسا عدة مرات، ولبى دعوة الجالية الإسلامية في ألمانيا، ولبى دعوة الجالية الإسلامية في إسطنبول لعدة أعوام، ولبى دعوة الجالية الإسلامية في سويسرا، والجالية الإسلامية في السويد، وألقى محاضرات في عدة مدن في لبنان.

## مؤلفاته
له مؤلفات عديدة من أبرزها:
1. نظرات في الإسلام، ثلاث طبعات، مترجم إلى اللغة الإنكليزية.
2. تأملات في الإسلام،أربع طبعات، مترجم إلى اللغة الإنكليزية.
3. كلمات مضيئة ولقاءات مثمرة مع الشعراوي، طبعتان.
4. الإسراء والمعراج، طبعتان.
5. الهجرة، طبعتان.
6. الله أكبر، طبعتان.
7. موسوعة الأسماء الحسنى، ثلاثة مجلدات، مترجم إلى اللغة الإنكليزية.
8. ومضات في الإسلام، طبعتان.
9. مقومات التكليف، طبعتان.
10. الرد على البابا، طبعتان.
11. ( نداء الله للمؤمنين ) ثلاث طبعات.
12. وشارك في تأليف كتاب ( رسائل من نور ).
13. (موسوعة الإعجاز العلمي في القرآن والسنة)، عشرون طبعة، مترجم إلى اللغة الإنكليزية. وهو أحد خمسة الكتب الأولى الأكثر مبيعاً في سورية عام 2009 من خلال استبيان نشرته مجلة ( الاقتصادي ) في العدد الصادر يوم 1 / 1 / 2010، ومن خلال 150 دار نشر ومكتبة، ويأتي في مجلدين:[8][9][10][11] (آيات الله في الآفاق) و(آيات الله في الإنسان).

### كتب متخصصة
- ألّف أو شارك في تأليف كتب متعلقة بعمله الوظيفي أبرزها كتاب (من أدب الحياة) وهو كتاب المطالعة المقرر لشهادة الدراسة الثانوية بفرعيها الأدبي والعلمي، والذي استمر تدريسه قرابة عشر سنوات.
- كتاب «أصول تدريس اللغة العربية» لطلاب الدراسات العليا (دبلوم التأهيل التربوي) في كلية التربية في جامعة دمشق.

### مقالات
- مقالات إسلامية في أعداد من مجلة (نهج الإسلام) التي تصدر في دمشق، والتي يشارك في الإشراف عليها.
- مقالات إسلامية في مجلة (منار الإيمان) التي تصدر عن دار الرشيد في مجلة (منبر الداعيات) التي تصدر في بيروت، وفي مجلة (الميرا) التي تصدر في لندن وفي كل أعداد مجلة (الأصيل) التي تصدر في دمشق، مجلة (بانوراما) التي تصدر في دمشق أيضًا.
- مقالات وحوارات منشورة في صحيفة الثورة السورية، وصحف اللبنانية (اللواء، والشرق) وفي صحيفة (المسلمون) التي تصدر في لندن وفي صحيفة (الاعتدال) التي تصدرها الجالية السورية في أمريكا، وفي صحيفة (الديار) التي تصدرها الجالية العربية في أستراليا (سدني).

## مواقعه الإلكترونية
1- موسوعة النابلسي للعلوم الإسلامية:
وهي موجهة للمسلمين فيها كافة خطبه ومحاضراته في العقيدة وتفسير القرآن وشرح الحديث الشريف والسيرة والتربية الإسلامية وموضوعات إسلامية وفيها ما يقارب 250000 صفحة وهي تعمل على سبعة مواقع اثنان منها باللغتين الروسية والفارسية سيصدران قريبا والخمسة باللغات العربية والإنكليزية والفرنسية والصينية والإسبانية
2- موقع محمد صلى الله عليه وسلم
الغاية منه التعريف بالدين الإسلامي وبالله تعالى وبرسول الله محمد صلى الله عليه وسلم وبالقرآن الكريم وبعلاقة الإسلام بالمجتمع وذلك لغير المسلمين وحديثي العهد بالإسلام وهي موجودة باللغات العربية والإنكليزية والفرنسية
3- القناة المرئية لموسوعة النابلسي باللغات العربية والإنكليزية والفرنسية والاسبانية والصينية
تحوي على كافة المحاضرات المرئية بشكل احترافي إذ تربط هذه المحاضرات بالنصوص الرئيسية في الموسوعة ومسارها
4- القناة الصوتية لموسوعة النابلسي باللغة العربية ومسارها
5- المكتبة النصية المجانية لموسوعة النابلسي
وتحوي على ما يقارب 150 كتاب منسق ومفهرس مع صور إيضاحية في مختلف العلوم الإسلامية حيث يمكن لأي زائر تحميلها واستعمالها في الأغراض الدعوية المختلفة وقد بدأنا بترجمتها إلى اللغات الأجنبية الإنكليزية والفرنسية والإسبانية والصينية وقد قاربنا على الانتهاء من الكتاب الأول العقيدة والإعجاز والمؤلف من ستمئة وخمسون صفحة تقريبًا
6- المكتبة الصوتية المجانية لموسوعة النابلسي
وتحوي تقريبًا ما يزيد عن عشرة آلاف ملف صوتي ويتم تحميلها بيسر وسهولة من قبل أي زائر
7- موسوعة الإعجاز العلمي في الآفاق والإنسان
وتحوي على ما يقارب من خمسمئة من المحاضرات بالنص ومزينة بصور احترافية.

## دروسه وندواته
له دروس وندوات تلفزيونية بثها التلفزيون العربي السوري بقناتيه الأولى والثانية في المناسبات الدينية، وله ندوات تلفزيونية دورية بثتها القناة الفضائية السورية منها (الإسلام والحياة)، و(الفقه الحضاري)، و(الإيمان هو الخلق) وآخرها برنامج سواعد الإخاء 5، وله برامج مميزة تبثُّها على مدار العام، وبصفة دورية ومستمرة قناة اقرأ الفضائية، مثل برامج: الشمائل النبوية، وعلَّمنا، وأسماء الله الحسنى...، وهناك ندوات بثها تلفزيون أبو ظبي، وتلفزيون الشارقة (المحطة الفضائية) وبعض المحطات الفضائية الأخرى كمحطة الواحة، ومحطة انفنتي الخليجيتين، وقناة الأقصى الفضائية وغيرها من الفضائيات.

## روابط خارجية
- الموقع الرسمي